# SMS Nürnberg (1906)
Per altres vaixells anomenats Nürnberg consultar SMS Nürnberg
L'SMS Nürnberg, batejat amb el nom de la ciutat alemanya Nuremberg, va ser un creuer lleuger de la classe Königsberg. La seva quilla va ser començada el 3 de setembre de 1905 i va ser botat el 1907 amb un desplaçament de 3.450 tones.
El Nürnberg era molt semblant al famós SMS Emden canviant només en la separació no simètrica de les xemeneies. L'armament principal consistia en 10 canons de 105 mm i 8 de 52, així com 4 metralladores i 2 tubs llançatorpedes.
El Nürnberg va ser assignat a la base naval de la Kaiserliche Marine a Tsingtao (actualment territori de la Xina) com a part de la flota de l'almirall Maximilian von Spee. Durant la revolució Mexicana va ser destinat a patrullar la costa oest d'aquest país i, un cop rellevat per l'SMS Leipzig retornà a la base de Tsingtao.

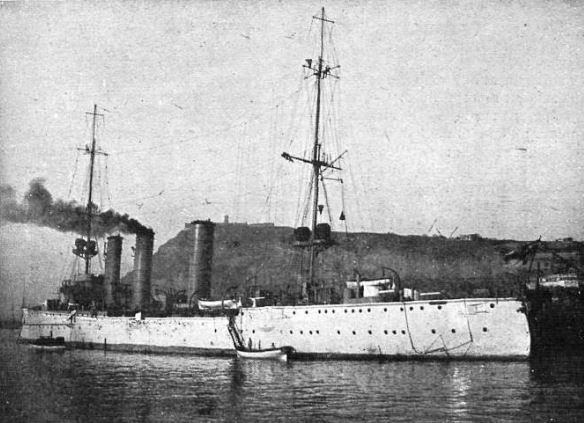
Els SMS Nürnberg al port de Barcelona el 1910

A l'esclat de la Primera Guerra Mundial l'almirall von Spee va planejar el retorn dels seus vaixells de combat a Alemanya, navegant a través del Pacífic, el cap de Bona Esperança i seguint l'oceà Atlàntic fins a aigües territorials alemanyes. La flota es va reunir a les Illes Marianes per aprovisionar-se i, mancat d'informació essencial envia al creuer Nürnberg a Honolulu on la tripulació va obtenir els últims diaris, informes i informació del cònsol alemany al territori dels Estats Units de Hawaii. Un cop acomplerta la missió es va reunir amb la flota a l'Illa de Pasqua.
El setembre de 1914 el creuer va atacar l'estació de telègraf de l'Imperi Britànic a l'Illa de Fanning (actualment Kiribati). També va desembarcar una partida armada per sabotejar els equips i tallar el cable de comunicacions. Arribant tard a la batalla de Coronel el Nürnberg es trobà amb l'HMS Monmouth greument danyat que s'allunyava de la zona de combat i el va enfonsar amb 75 trets a curt abast.
Tot i aquest èxit el Nürnberg, com la pràctica totalitat de l'esquadra de von Spee, va ser enfonsat a la batalla de les Malvines el 8 de desembre de 1914. Mentre els creuers cuirassats Scharnhorst i Gneisenau entraven en combat amb els creuers de batalla britànics, l'almirall von Spee va ordenar als creuers lleugers que intentessin escapar. El Nürnberg va ser perseguit pel creuer britànic més pesat i potent HMS Kent. Tot i que teòricament el Nürnberg era més ràpid els motors i calderes no tenien una temperatura i pressió òptimes i això va permetre al Kent atrapar-lo. Però inicialment van ser les armes alemanyes, de menor calibre però major abast, les que aconseguiren impactes sobre el vaixell enemic. Però no foren capaços de deixar fora de joc al creuer britànic abans que aquest aconseguís arribar a l'abast efectiu dels seus canons. Així finalment aquest enfonsà el creuer alemany tot i patir danys considerables.